# جرارد رینست
جرارد رینست (انگلیسی: Gerard Reynst؛ 1560s – ۷ دسامبر ۱۶۱۵) دومین فرماندار کل هند شرقی هلند و اهل هلند بود.آنچه از سالهای اولیه او شناخته شده است این است که وی در آمستردام متولد شد. در سال 1588 با مارگریتا نیکت ازدواج کرد و از برادر بزرگترش راینست در آمستردام خانه ای خرید.در سال 1613 فرماندار کل هند شرقی هلند شد و با 9 کشتی به آنجا رفت.این سفر 18 ماه طول کشید و پس از آن وی فرماندهی را از پیتر بوف تحویل گرفت.در راه ، او پیش از این یکی از کشتی های خود را به دریای سرخ فرستاده بود تا روابط تجاری خود را با اعراب در آنجا آغاز کند.لشکرکشی وی در ماه مه ۱۶۰۵ علیه جزایر باندا ناموفق بود.وی یک سال پس از ورود ، در حالی که به اسهال خونی مبتلا شده بود ، درگذشت.خیابانی به نام وی در لاهه وجود دارد که بسیار نزدیک به منطقه ای است که متفقین در طول جنگ جهانی دوم به اشتباه بمباران کردند.